# Lockhart Ridge
Lockhart Ridge är en bergstopp i Antarktis. Den ligger i Västantarktis. Nya Zeeland gör anspråk på området. Toppen på Lockhart Ridge är 1 920 meter över havet.
Terrängen runt Lockhart Ridge är kuperad åt sydväst, men åt nordost är den bergig. Trakten är obefolkad. Det finns inga samhällen i närheten. 